# Parafia św. Bartłomieja Apostoła w Pawłowicach
Parafia św. Bartłomieja Apostoła w Pawłowicach – rzymskokatolicka parafia należąca do dekanatu błońskiego, archidiecezji warszawskiej, metropolii warszawskiej Kościoła katolickiego. 
W parafii posługują księża diecezjalni. Od 2013 proboszczem jest ks. dr Jarosław Wojcieski. 